# Core Design
Core Design was een Britse computerspelontwikkelaar die onder meer de Tomb Raider-serie ontwikkelde.

## Geschiedenis
Het bedrijf werd in 1988 gesticht door Chris Shrigley, Andy Green, Rob Toone, Terry Lloyd, Simon Phipps, Dave Pridmore, Jeremy Heath-Smith, Kevin Norburn en Greg Holmes. De meeste waren voormalige medewerkers van Gremlin Graphics. Het bedrijf was gevestigd in de Britse stad Derby.
De studio was vanaf 1994 onderdeel van distributeur CentreGold toen het in 1996 werd opgekocht door Eidos Interactive. Het eerste spel dat het bedrijf uitbracht, heette Rick Dangerous.
Op 11 mei 2006 werd bekendgemaakt dat de bedrijfsonderdelen verkocht waren aan de Britse computerspelontwikkelaar Rebellion Developments, en verderging onder de naam Rebellion Derby. Op 12 januari 2010 werd bekend dat Rebellion Derby was gesloten.